# Cryptoplatycerus moczari
Cryptoplatycerus moczari är en stekelart som beskrevs av Trjapitzin 1982. Cryptoplatycerus moczari ingår i släktet Cryptoplatycerus och familjen sköldlussteklar.
Artens utbredningsområde är:
- Costa Rica.
- Ecuador.
- Paraguay.

Inga underarter finns listade i Catalogue of Life.